# Рубен де ла Ред
Рубен де ла Ред Гутиерес (на испански: Rubén de la Red Gutiérrez) е бивш испански футболист, който е играл като полузащитник за Реал Мадрид и Испанския национален отбор. Роден е на 5 юни 1985 в Мостолес, Мадрид.

## Състезателна кариера
Де ла Ред пристига в школата на Реал Мадрид на 14-годишна възраст. След четвъртия му сезон в клуба, бившият треньор на младежката формация на Реал – Кике Санчес Флорес, изявява желание да го привлече при себе си в Хетафе. Де ла Ред категорично отказва, заявявайки, че е поласкан, но за него Реал е на първо място.
Дебютира за първия отбор на 10 ноември 2004 година срещу Тенерифе в мач за Купата на Краля. През сезон 2006-07, тогавашния мениджър Фабио Капело, започва да го налага в отбора, заедно с другите му съотборници от школата Мигел Торес и Мигел Анхел Нието. Де ла Ред записва седем мача през успешния за Реал сезон, като печели шампионската титла в Примера Дивисион. След края на сезона клубът му предлага нов договор и Рубен преподписва до 2011 година.
На 31 август 2007 година, Де ла Ред преминава в Хетафе. В клуба от покрайнините на Мадрид се утвърждава като неизменен титуляр и обикновено поема ролята на плеймейкър. През сезона поради зачестилите травми на негови съотборници, той е принуден да се изявява на непривичния за него като централен защитник. Пример за това е реваншът от турнира за Купата на УЕФА срещу Байерн Мюнхен (3:3), в която получава червен картон още в 6-ата минута.
През май 2008 година, президентът на Реал Мадрид – Рамон Калдерон заявява в интервю пред пресата, че ще направи всичко възможно да върне Де ла Ред на Бернабеу за сезон 2008-09. Думите му са породени от факта, че и бившия треньор на Хетафе и нов наставник на белия балет Бернд Шустер настоява за превличането на полузащитника в своя екип.
Вкарва първия си гол за клуба на 24 август 2008, в реванша за Суперкупата на Испания срещу Валенсия, с поразителен удар от далечно разстояние. Първия си гол в Примера Дивисион отбелязва на 21 септември 2008, срещу Сантардер.
В средата на 2009 получава тежка контузия и не изиграва нито един мач целият сезон. През ноември 2010 договорът на де ла Ред е разтрогнат и той прекратява състезателната си кариера.

## Национален отбор
Де ла Ред за първи път е повикан в Испанския национален отбор на 26 март 2008 година за приятелската среща срещу Италия, но не взима участие в него. Попада в групата от 23 футболисти на треньора Луис Арагонес за Евро 2008. Официалния си дебют за „Ла Фурия“ прави в две приятелски срещи срещу Перу и САЩ, малко преди континенталната надпревара.
На 18 юни, в мач от груповата фаза на самия турнир, Де ла Ред вкарва първия си гол за „Ла Фурия“ срещу Гърция при победата с 2:1.

## Отличия
- Реал Мадрид
  - Примера Дивисион – 2006-07
  - Вицешампион – 2005-06
  - Суперкупа на Испания – 2008
- Хетафе
  - Финалист за Купа на Краля – 2007-08
- Испания
  - Европейски шампион за юноши до 19 – 2004
  - Шампион – Евро 2008